# Sabella ramosa
Sabella ramosa är en ringmaskart som beskrevs av Giuseppe Olivi 1792. Sabella ramosa ingår i släktet Sabella och familjen Sabellidae. Inga underarter finns listade i Catalogue of Life.